# Mucoromycetes
Mucoromycetes Doweld – klasa grzybów z typu Mucoromycota.

## Systematyka
Nazwę tego taksonu utworzył Aleksander Doweld w 2001 r. Według aktualizowanej klasyfikacji Index Fungorum, który bazuje na Dictionary of the Fungi należą do niego:
- podklasa incertae sedis
  - rząd Calcarisporiellales Tedersoo, Sánchez-Ramírez, Kõljalg, Bahram, Döring, Schigel, T. May, M. Ryberg & Abarenkov 2018
  - rząd Mucorales Dumort. 1829 – pleśniakowce[2].